# Huda Zoghbi
Huda Yahya Zoghbi (en arabe : هدى الزغبي (Hudā az-Zughbī)), née à Beyrouth le 20 juin 1954, est une neuroscientifique et médecin américaine d'origine libanaise,. Elle est professeure et directrice de recherches au Baylor College of Medicine et à l'Institut Médical Howard Hughes.
Elle est membre de l'Académie nationale des sciences depuis 2004.
Ses travaux ont permis de comprendre les mécanismes du syndrome de Rett et des ataxies spinocérébelleuses.

## Distinctions
- 2004 : Prix de plasticité neuronale (France)
- 2007 : Prix Perl-UNC pour le papier Discovery of the Genetic Basis of Rett Syndrome[4]
- 2009 : Prix Vilcek en science biomédical[5]
- 2011 : Prix Gruber en Neuroscience [6]
- 2013 : Prix Dickson en médecine
- 2013 : Prix Pearl Meister Greengard
- 2014 : March of Dimes Prize in Developmental Biology
- 2016 : Prix Shaw[7].
- 2016 : Médaille Jessie Stevenson Kovalenko
- 2017 : Breakthrough Prize in Life Sciences
- 2018 : membre de l'Académie américaine des arts et des sciences
- 2020 : Prix Brain de la Fondation Lundbeck[8]
- 2022 : Prix Kavli en Neurosciences, conjointement avec Jean-Louis Mandel, Christopher T. Walsh (en) et Harry T. Orr

## Honneurs
- 2008 : Temple de la renommée des femmes du Texas
- 2017 : Doctorat honoris causa de l'Université Harvard[9]